# 大区章
大区章（德語：Gau-Abzeichen）又叫大区纪念章（德語：Gau-Ehrenzeichen/ Gau-Traditions），是纳粹党的一项政治嘉奖，由各大区大区长官颁发，目的是对个人忠诚的认可。颁发条件与奖章等级都由大区长官决定。有些大区章设有不同等级，如银质、金质等。